# 덜로리스 엄브리지
덜로리스 제인 엄브리지(영어: Dolores Jane Umbridge)는 《해리 포터》 시리즈의 등장인물이다.

## 경력
- 마법부 감리사
- 마법부 차관
- 호그와트 장학관
- 호그와트 어둠의 마법 방어술교수
- 호그와트 (임시)교장
- 마법부 산하 머글 태생 등록 위원회 위원장

## 본문
아버지가 마법사, 어머니는 머글이다. 학생들을 괴롭히고 머글 태생들을 억압하며, 교육 법령 23조에 의해 호그와트 장학관 내정된 이후 학생들에 대해 권력을 남용하여 학생들과 교수들의 원성을 샀다. 교장이 된 이후에는 자신에게 동의하는 학생들로만 이루어진 '감사 위원회'를 조직하기도 한다. 덤블도어 교수의 숨겨진 무기가 금지된 숲에 있다는 헤르미온느의 말을 믿고 금지된 숲에 들어갔지만 켄타우로스의 공격을 받았고, 볼드모트가 마법부에 난입하는 사건이 벌어지면서 해임당했다.
이후에 복권한 엄브리지는 '머글 태생 등록 위원회'를 만들어 그 수장이 되었다. 볼드모트 죽음 이후 아즈카반 종신형을 선고 받았다.